# Benny Rodrigues
Benny Rodrigues (Rotterdam, 13 oktober 1982) is een Nederlandse dj en producer, bekend binnen de elektronische muziekscene. Onder zijn eigen naam draait hij voornamelijk house en techhouse, terwijl hij onder het pseudoniem ROD een reputatie heeft opgebouwd als techno-artiest. Hij geldt als een van de meest invloedrijke dj's van Nederland.

## Biografie
Rodrigues werd geboren in Rotterdam en heeft Portugese roots. Hij begon zijn carrière begin jaren 2000 in de Nederlandse clubscene en ontwikkelde zich tot een veelgevraagde dj. Zijn sets combineren stijlen als funky house, acid, minimal en Detroit techno. Door zijn brede muzikale interesse en technische vaardigheden bouwde hij een trouwe schare volgers op.
In 2021 werd hij door collega-dj’s verkozen tot de meest invloedrijke Nederlandse dj in een lijst van 50 artiesten samengesteld door VPRO's 3voor12.

## ROD: techno-alias
Sinds 2011 gebruikt Rodrigues het pseudoniem ROD voor zijn techno-projecten. Zijn sound wordt omschreven als diep, repetitief en variërend van Detroit en Berlijnse techno tot acid en dub. Zijn debuut-EP Malmok werd uitgebracht op het Berlijnse label Klockworks van Ben Klock.
Als ROD draaide hij onder meer in clubs als Berghain (Berlijn), Trouw (Amsterdam) en Perron (Rotterdam), waar hij bekend stond om zijn marathonsets.

## Stijl en werkethiek
Rodrigues werkt zonder management, regelt zijn eigen boekingen en is terughoudend met sociale media. Tijdens de coronapandemie bracht hij een mix uit met meer dan 300 eigen producties onder de titel ROD20 In The Mix.
In interviews benadrukt hij het belang van balans, rust en artistieke controle. Tijdens het Amsterdam Dance Event 2024 verzorgde hij een ambientset in een 'mindful' setting waarbij het publiek op yogamatjes luisterde.

## Invloed en erkenning
Rodrigues wordt beschouwd als een bruggenbouwer tussen house en techno. Hij heeft artiesten als Michel de Hey genoemd als belangrijke inspiratiebron.
Hij wordt regelmatig in verband gebracht met het Nederlandse label en collectief Slapfunk Records waarmee hij een muzikale affiniteit deelt op het gebied van percussieve house en minimal. Hoewel hij geen officieel lid is, heeft hij meerdere keren op Slapfunk-evenementen gedraaid en wordt hij binnen die scene vaak als invloedrijke pionier genoemd.

## Discografie (selectie)
- Malmok (Klockworks, 2012)
- ROD20 In The Mix (2020)
- Releases op labels als CLR, M_nus en Drumcode